# Ezio Lombardi
Ezio Lombardi (Milano, 15 giugno 1928) è un ex calciatore italiano, di ruolo portiere.

## Carriera
Lombardi iniziò la carriera tra i professionisti con la Torrese, dove disputò 2 partite nella stagione 1947-1948. Passò poi alla Salernitana, rimanendo tra il 1948 e il 1950 ma senza mai scendere in campo. Trovò spazio e continuità al Pavia, dove fu titolare per due stagioni con 67 presenze. Nel 1952 fu acquistato dall'Inter, ma non fu impiegato in gare ufficiali. Tornato alla Salernitana nel 1953-1954, giocò 32 incontri, prima di far ritorno all'Inter con cui collezionò 9 presenze tra il 1954 e il 1956. Chiuse la carriera con una stagione in prestito al Venezia e un'ultima annata al Magenta.